# Vladlen Yurchenko
Vladlen Yurchenko (en ucraniano: Владлен Юрійович Юрченко; Mykolaiv, 22 de enero de 1994)  es un futbolista ucraniano que juega de centrocampista en el F. C. Metalist 1925 Járkiv de la Liga Premier de Ucrania.

## Carrera
Vladlen Yurchenko inició su carrera en las divisiones inferiores del Shakhtar Donetsk de la Liga Premier de Ucrania, pero nunca llegó a debutar con el primer equipo de "Los Mineros". En 2011, con sólo 17 años, se fue cedido al FC Illichivets Mariupol, equipo con el que estuvo durante dos temporadas en las que, sin embargo, sólo llegó a jugar tres partidos: debutó el 4 de marzo de 2011, en la victoria del Illichivets Mariupol 4-0 sobre el Metalurg Zaporizhia. Yurchenko entró al minuto 50 y 20 minutos después puso la asistencia del gol de Iván Krivosheyenko, el 3-0 parcial. Terminada la temporada 2011-12, volvió al Shajtar Donetsk pero nuevamente fue dejado de lado y terminó jugando en el FC Shakhtar-3 Donetsk, el equipo filial. El 27 de junio de 2014 se anunció su fichaje por el Bayer 04 Leverkusen a cambio de 225 000 euros. En la Bundesliga 2014-15 jugó tres partidos: ante F. C. Augsburgo, Hertha Berlín y Bayern de Múnich.

## Selección nacional
Vladlen Yurchenko ha jugado en casi todas las categorías inferiores de la selección de Ucrania. Su debut internacional se dio el 22 de mayo de 2009 con la categoría sub-16 y en adelante fue convocado para las selecciones sub-17, sub-19 y sub-21, en las que siempre fue titular. Sumando las cuatro categorías Yurchenko ha jugado 51 partidos con la selección y anotado 22 goles.

## Clubes
| Club                                | País      | Año       | Partidos | Goles |
| ----------------------------------- | --------- | --------- | -------- | ----- |
| F. C. Shakhtar Donetsk              | Ucrania   | 2010-2014 | 0        | 0     |
| F. C. Illichivets Mariupol (cedido) | Ucrania   | 2011      | 3        | 0     |
| F. C. Shakhtar-3 Donetsk (cedido)   | Ucrania   | 2014      | 1        | 0     |
| Bayer 04 Leverkusen                 | Alemania  | 2014-2018 | 18       | 3     |
| Vejle Boldklub                      | Dinamarca | 2018-2019 | 19       | 3     |
| F. C. Zorya Luhansk                 | Ucrania   | 2019-2021 | 68       | 16    |
| F. C. Desna Chernígov               | Ucrania   | 2021      | 7        | 1     |
| Riga F. C.                          | Letonia   | 2022      | 16       | 1     |
| F. C. Vorskla Poltava               | Ucrania   | 2022-2024 | 31       | 3     |
| F. C. Metalist 1925 Járkiv          | Ucrania   | 2024-     | 11       | 2     |